# المحكمة الوطنية
المحكمة الوطنية هي محكمة عليا في إسبانيا ولها اختصاص قضائي على كافة الأراضي الإسبانية. وهي متخصصة في أنواع معينة من الجرائم، ولها اختصاص أصلي على الجرائم الكبرى مثل تلك المرتكبة ضد التاج وأعضائه ، والإرهاب ، وتزوير العملة ، والاحتيال على بطاقات الائتمان/الخصم والشيكات، وأنواع معينة من الجرائم التجارية المرتكبة عبر الحدود الإقليمية، فضلاً عن الاتجار بالمخدرات، والاحتيال الغذائي والطبي المرتكب على المستوى الوطني فضلاً عن الجرائم الدولية التي تندرج تحت اختصاص المحاكم الإسبانية. ( قانون الإجراءات المدنية § 65 ). كما أن لديها اختصاص الاستئناف في قضايا الغرفة الجنائية للمحكمة الوطنية ( LOPJ § 64 ).
وفي نهاية المطاف، يمكن استئناف معظم أحكام المحكمة الوطنية أمام المحكمة العليا . يقع مقرها في مدريد ، في شارع غارسيا غوتيريز، 1، ويقع مقابل ساحة فيلا دي باريس من المحكمة العليا.
تأسست المحكمة الوطنية في عام 1977 في نفس الوقت الذي توقفت فيه محكمة النظام العام ، وهي محكمة استثنائية أنشئت أثناء دكتاتورية فرانسيسكو فرانكو ، عن الوجود.